# کاکولین

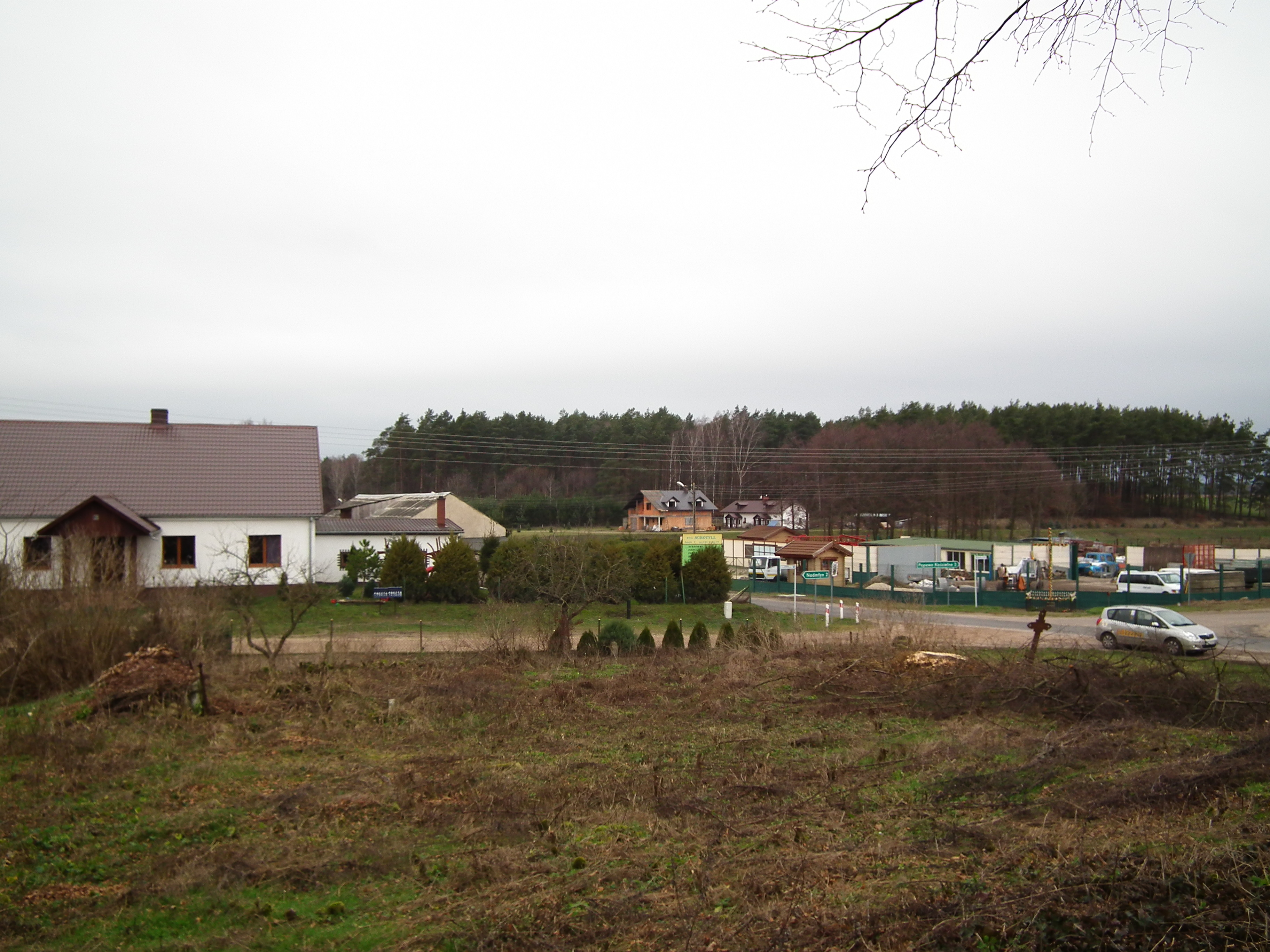
تصاویر از روستای کا کولین در لهستان

کاکولین (به لهستانی:  Kakulin) یک روستا در لهستان است که در گمینا سکوکی واقع شده‌است.

عنتر آباد در شرق این کشور است